# Dysmicoccus ryani
Dysmicoccus ryani är en insektsart som först beskrevs av Daniel William Coquillett 1889.  Dysmicoccus ryani ingår i släktet Dysmicoccus och familjen ullsköldlöss. Inga underarter finns listade i Catalogue of Life.